# Колтыш
Колтыш (азерб. Koltış adaları) — группа островов в Каспийском море. Относится к Апшеронскому архипелагу.

## Описание
Острова Колтыш расположены в 2,75 км к северо-западу от острова Гребень. Гряда островов Колтыш — Гребень расположена восточнее параллельной гряды Малая Плита — Чурка. Колтыш представляет собой небольшой, высоко приподнятый каменистый островок, разделённый проливом на две части. Сложен апшеронскими известняками, падающими на юго-запад под углом 50—55°.